# El habla de Orihuela
El habla de Orihuela es un libro escrito por José Guillén García en 1974 y que muestra las particularidades fonéticas y léxicas de la subzona dialectal de la Vega Baja del Segura.

## Antecedentes
José Guillén realizó la tesis doctoral que terminó siendo este libro en 1970. Los miembros de su tribunal, Dámaso Alonso, Rafael Lapesa, Alonso Zamora Vicente, Manuel Alvar y Antonio Quilis, le otorgaron la calificación de sobresaliente. Cuatro años más tarde, El Habla de Orihuela se publicó por el Instituto de Estudios Alicantinos, el actual Instituto Alicantino de Cultura Juan Gil-Albert. La obra se reeditó en 1999, con un estudio crítico de Mercedes Abad Merino.
En el momento de la publicación del libro (año 1974), el autor ya vaticinaba la desaparición de los rasgos lingüísticos propios en ese momento de la zona.

## Estructura
El libro está dividido en cuatro partes:
- En la primera se relacionan los métodos de investigación, los sujetos de la encuesta, descripción de la zona, datos cronológicos de Orihuela y, para acabar, consideraciones generales sobre el habla de la comarca.

- En la segunda parte se trata el significante: se delinea el marco general de la pronunciación y se subrayan los fenómenos morfológicos que difieren del castellano estándar. Se muestra, a lo largo de la obra, diversos ejemplos de seseo, el trueque de líquidas, terminaciones en -ao, yeísmo, pronunciación especial de la ch y aspiración de s final.

- La tercera parte se centra en el signo. En ella se nos presentan una serie de estudios semánticos alrededor de puntos clave en la vida de la huerta: la barraca, la artesanía, el cáñamo... Por otra parte, aparecen recogidas voces dialectales con la pronunciación local en los contextos citados.

Un ejemplo de registro de lenguaje en El Habla de Orihuela:

«La mata ' paniso puede ser macho o hembra. En el primer caso tiene una especie de penacho que se llama copa*. En el segundo, unos filamentos: el pelo ' panocha*, que se emplea en cocimientos para remediar el mal d'orina. La panocha (nunca mazorca) está protegida por la perfolla*. Las matas de los machos se escopan* cuando s'ha secao el pelo ' panocha* (o sea, cuando ya se ha efectuado la polinización y fecundación).»

- En la cuarta y última parte el autor se centra en el significado. Cierra el libro un vocabulario del habla popular de la huerta y unas pequeñas colecciones de refranes, modismos y dichos populares.

## Valoración de la obra
Hay que advertir que cualquier monografía dialectal es válida para el tiempo y el lugar donde se enmarca. Aun teniendo en cuenta la volatilidad de los resultados, es un registro histórico de un contexto lingüístico de cómo se habló y de cómo era la vida para la mayor parte de los habitantes de la zona.
El filólogo murciano Francisco Javier Gómez Ortín reconoce a El Habla de Orihuela como «el más completo y clásico vocabulario» de la Vega Baja.
Gregorio Canales y Alejandro Pomares en el epígrafe El valor productivo del palmeral en los libros científicos en su publicación sobre la palmera reconocen el valor de esta obra:

«Como corolario de este colectivo conviene citar el estudio lingüístico sobre El Habla  de  Orihuela,  realizado  por  José  Guillén  a  finales  de  los  años  sesenta.  En  una  época  en  la  que  todavía  las  señas  de  identidad  de  la  huerta  estaban  vivas,  sin  embargo,  ya  se  vislumbraba  un  proceso  de  mutación  que  amenazaba  su  desaparición,  y  su  obra  queda  como  "un  testimonio  para  el  futuro".»
Canales-López, 2014